# Shopify
Ne doit pas être confondu avec Spotify.
Shopify est une plate-forme de commerce électronique en mode SaaS, basée sur un modèle propriétaire, qui permet aux individus et aux entreprises de créer et d'animer leur propre commerce en ligne, lesquels sont hébergés contre une redevance mensuelle,.

## Histoire
Tobias Lütke, Daniel Weinand et Scott Lake créent en 2004 un magasin en ligne, Snowdevil, spécialisé dans les planches de neige. Lütke ne trouvant pas de logiciel de construction de site transactionnel pour bâtir le sien décide d'en écrire un. En deux mois, Snowdevil est opérationnel avec une boutique personnalisée fondée sur le framework open source Ruby on Rails.
En 2006, les fondateurs élargissent leur modèle pour aider d'autres personnes à vendre en ligne. Lütke crée un modèle dans lequel les futurs vendeurs n'ont qu'à insérer les photos et les descriptions de leurs produits pour avoir un magasin en ligne. Lütke décrit ainsi son produit : « ce qui prenait des mois en 2004 peut maintenant être fait en environ 20 minutes ».
Après son lancement, Shopify utilise les blogs et le bouche-à-oreille pour se faire connaître et aussi une série de concours Construire-une-entreprise pour attirer des clients, avec l'aide d'entrepreneurs, de blogueurs et de mentors populaires, tels Tim Ferriss, Gary Vaynerchuk et Mark Cuban. Shopify en est aujourd'hui à sa 7e édition du concours.[réf. nécessaire]
Le nombre d'employés de la compagnie passe de 40 en 2010 à 140 en 2012 et à 300 en décembre 2013. La compagnie prétend être profitable depuis 2008.
Shopify a créé un langage de modèles open-source appelé Liquid, qui est écrit en Ruby et utilisé depuis 2006.
Le 9 janvier 2010, Shopify a acquis MNDCreative afin d'étendre ses capacités dans le domaine des appareils mobiles,.
Le 12 décembre 2010, Shopify annonce l'obtention de 7 millions de dollars en financement de série A,. La compagnie voulait utiliser cet argent pour accélérer le développement de ses produits, son expansion internationale, le déploiement de son infrastructure et l'acquisition d'outils de développement.
Le 17 octobre 2011, Shopify annonce l'obtention de 15 millions de dollars en financement de série B,. La compagnie veut utiliser cet argent pour recruter du personnel, faire des acquisitions et attirer des développeurs d'applications pour créer des plug-ins pour le Shopify App Store,.
Le 1er février 2012, Shopify a acquis Select Start Studios Inc. (S3), ce qui a augmenté de 20 son nombre d'ingénieurs et de concepteurs pour appareils mobiles.
Le 1er août 2013, Shopify a acquis Jet Cooper, un studio de design de 25 personnes basé à Toronto.
En décembre 2013, selon The Globe and Mail, Shopify lève 100 millions de dollars de financement de série C auprès de OMERS Ventures et Insight Venture Partners.
En 2013, l'entreprise compte 80 000 clients, traite des ventes de 1,6 milliard de dollars, réalise des revenus de 50 millions de dollars et est évaluée à 1 milliard de dollars.
En 2015, l'entreprise compte plus de 243 000 clients dans le monde (dont 1 000 clients Shopify Plus) et réalise un chiffre d'affaires de 205 millions de dollars pour un volume de vente (GMV)[Quoi ?] de 7,7 milliards de dollars.[réf. nécessaire]
En 2019, Shopify compte 800 000 clients, traite des ventes pour un total de 100 milliards de dollars et possède une équipe de plus de 4 000 employés.
En janvier 2021, Shopify annonce fermer les boutiques officielles de Donald Trump.
En 2022, la société se sépare de 10% de ses salariés, soit 1 000 personnes au niveau mondial. Shopify employait fin 2021 10 000 salariés dans le monde. Les raisons invoquées par le PDG de l'entreprise sont une mauvaise évaluation de la situation post-pandémique.
En août 2022, Shopify annonce qu’elle fait de Klaviyo la solution de messagerie recommandée pour sa plateforme marchande Shopify Plus, et qu'elle investit 100 millions de dollars américains dans l’entreprise,.

## Plateformes similaires
Parmi les principaux concurrents de Shopify figurent WordPress (et notamment son extension WooCommerce), Prestashop, Wix, Squarespace et d'autres hébergeurs et entreprises de création de sites. D'autres plateformes s'adressant aux grandes entreprises concurrencent l'offre Shopify Plus, telles que Magento ou VTEX Commerce Cloud.

## Actionnaires
Liste de principaux actionnaires au 10 octobre 2019.
| Nom                                  | Part  |
| ------------------------------------ | ----- |
| Fidelity Management & Research       | 9.62% |
| Baillie Gifford                      | 6,40% |
| WCM Investment Management            | 5,51% |
| Deer Management (en)                 | 3,54% |
| T. Rowe Price Associates             | 3,50% |
| Morgan Stanley Investment Management | 3,22% |
| Fidelity (Canada) Asset Management   | 3,02% |
| The Vanguard Group                   | 2,62% |
| Insight Venture Management           | 2,44% |
| FirstMark Capital                    | 1,97% |